# Гальперин, Борис Ефимович
Борис Ефимович Гальперин (1927—2014) — мастер спорта СССР по спортивной гимнастике, призёр первенства СССР, чемпион Москвы, чемпион центрального совета «Динамо», судья всесоюзной категории, заслуженный работник физической культуры РСФСР, директор СДЮШОР по гимнастике МГС «Динамо» (1966—1987), заслуженный тренер СССР, тренер сборной команды СССР по спортивной гимнастике, тренер по физической подготовке футбольного клуба «Динамо». Участник Великой Отечественной войны (1941—1945). Ветеран труда.

## Биография
Родился 12 августа 1927 года. К началу войны успел окончить только 7 класс. Летом 1941 года, когда немецкие самолёты начали бомбить Москву, вместе с жителями города активно участвовал в тушении зажигательных бомб, сброшенных фашистами на крыши Московских домов.
Отец Бориса являлся ответственным работником наркомата Иностранных дел СССР и осенью семья Гальпериных была эвакуирована вместе с наркоматом в город Куйбышев.
Обучение в школе таким образом было прервано и возобновилось лишь через год, в 1942, после возвращения в Москву, когда Борис сумел освоить программу 8 и 9 классов экстерном за один учебный год.
В школе на уроках физкультуры Борису больше всего нравилось выполнять упражнения на гимнастических снарядах. Его упорство и трудолюбие были замечены преподавателем, настоятельно рекомендовавшим талантливому ученику устроиться в гимнастическую школу «Динамо». Поступить в спортшколу удалось не сразу, но в конце концов Борис добился своего и вскоре стал «динамовцем», а уже через год упорных тренировок выполнил 3-й юношеский разряд по гимнастике.
В 1944 году, сразу после окончания школы, 16-летний Борис пришёл в военкомат с просьбой отправить его на фронт, несмотря на имеющуюся бронь. 9 января 1942 года под Орлом погиб в бою его родной брат Зиновий, командовавший ротой. После этого Борис дал себе слово отомстить за брата.
Служба Бориса началась в войсках НКВД в Белоруссии. В местных лесах хозяйничали банды националистов «бандеровцев» и фашистские диверсанты. После непродолжительного обучения новобранцев стали регулярно привлекать к участию в войсковых операциях. Днём учёба — ночью боевые задания. По окончании учебного пункта красноармеец Борис Гальперин попал в 287-й мотострелковый полк в Минске. В марте 1945 он в числе других, наиболее подготовленных в спортивном отношении военнослужащих, откомандировывается в Москву в 1-ю мотострелковую дивизию им. Дзержинского.С окончанием войны здесь много внимания уделялось вовлечению личного состава в занятия физической культурой и спортом, работали секции, регулярно проводились соревнования. Летом 1945 года Борис в составе сборной команды своей дивизии выигрывает командное первенство ГУВВ НКВД СССР по гимнастике, а в личном зачёте становится чемпионом внутренних войск среди спортсменов 3-разряда. В 1946 побеждает в соревнованиях на первенство внутренних войск среди гимнастов 2-разряда. Одновременно с тренировками он участвует в несении караульной службы по охране важнейших государственных объектов.
В 1946 году в жизни Бориса происходит важное событие, он получает разрешение на оформление брака с Лилией Напалковой, с которой познакомился ещё в школе. В том же году у них появляется первенец — сын Сергей. А в 1953 родилась дочь — Ольга.
В 1947 году Борису было доверено выступать в роли солиста на физкультурном параде в честь празднования 800-летия Москвы. В 1948 году он проходит отбор и попадает в число 200 сильнейших спортсменов страны, которые в составе делегации участвуют в групповых показательных выступлениях в Чехословакии. В мае 1949 Борис выполняет 1 разряд. В 1950 году он уже является старшим тренером дивизионной команды. В этом же году им подготовлены первые 10 гимнастов первого и 5 второго разрядов. С мая 1951 Гальперин назначается на должность инструктора по спорту в Отдельной стрелково-спортивной команде дивизии им. Дзержинского и зачисляется на сверхсрочную службу. В 1958 году ему присваивается звание старшего сержанта.
В 1951 он становится чемпионом внутренних войск среди спортсменов перворазрядников и начинает осваивать программу мастеров спорта. Её он выполняет в 1953 году, завоевав 3 место среди мастеров спорта на первенстве МГБ СССР. C 1956 года Борис Гальперин полностью переходит на тренерскую работу в Московскую городскую организацию «Динамо». С самого начала работы он зарекомендовал себя квалифицированным педагогом, обладающим отменными организаторскими способностями. Его часто привлекают к организации и проведению крупных спортивных и общественных государственных мероприятий. Позже Борис уже самостоятельно готовит сценарии и осуществляет постановку гимнастических выступлений юных динамовцев на ответственных мероприятиях, которые проводились на Красной площади, на Центральном стадионе им. В.И Ленина в Лужниках, стадионе «Динамо», во Дворце спорта и Дворце съездов.
В 1966 году, когда Президиум МГС «Динамо» принял решение о создании специализированной школы олимпийского резерва по спортивной гимнастике, её директором был единогласно утвержден Борис Ефимович Гальперин. В этой должности он проработал до 1987 года. Более 20 лет изо дня в день решал многочисленные организационные, хозяйственные, педагогические и иные вопросы, которые возникали ежеминутно. За это время ему удалось создать настоящую команду тренеров-единомышленников, отдающих своим воспитанникам не только своё мастерство и знания, но и душу. По словам коллег и педагогов: «Сам директор являлся настоящим генератором, постоянно „заряжающим“ коллектив на творческую работу». Он любил повторять: «Неталантливых детей не бывает. Если не получается, нужно работать дальше».
И эта работа быстро принесла свои плоды. За годы руководства Гальпериным спортивной школой в ней были воспитаны многократные чемпионы СССР, Мира, Европы и Олимпийских игр: Эльвира Саади, Михаил Воронин, Александр Ткачев, Ольга Мостепанова, а также большое количество победителей и призёров чемпионатов СССР и международных соревнований.
Одновременно Борис Ефимович принимает активное участие в общественной деятельности, занимает партийные должности, является членом президиума федерации гимнастики Москвы (1974—1987), заместителем председателя этой федерации (1976—1981).
С 1966 по 1980 годы Борис Ефимович также является тренером по физической подготовке футбольного клуба «Динамо». Здесь он работает с такими корифеями футбола, как Михаил Якушин и Константин Бесков, а в составе команды играли Лев Яшин, Владимир Пильгуй, Валерий Маслов, Игорь Численко и Валерий Газзаев.
За большой вклад в развитие спорта и гимнастики Борис Гальперин отмечен многочисленными наградами ЦС «Динамо», спорткомитетами Москвы и СССР. Выйдя на пенсию Борис Ефимович продолжал работать в МГС «Динамо», многие годы являлся заместителем председателя совета ветеранов общества «Динамо». Участвовал во множестве мероприятий по воспитанию молодежи проводимых Правительством Москвы.
Скончался 5 ноября 2014, похоронен в колумбарий Новодевичьего кладбище в Москве.

## Награды
- медаль «За оборону Москвы» (1945)
- медаль «За победу над Германией» (1946)
- медаль «За боевые заслуги» (1954)
- медаль "Ветеран «Динамо» (2010)
- знак «Почётный динамовец»
- почётный знак Спорткомитета СССР «За активную работу по подготовке и проведению игр XXII Олимпиады» (1980)
- «За большой вклад в завоевании советскими спортсменами 80 золотых медалей на играх XXII Олимпиады» (1980)
- «Ветеран спорта РСФСР» (1983)
- почётные грамоты Спорткомитета г. Москвы и Центрального совета «Динамо»
- почётный знак «За заслуги в развитии динамовского движения» (2007)
- Почётная грамота Президиума Верховного совета Российской Федерации (26 апреля 1993 года) — за долголетнюю плодотворную работу, большие личные заслуги в развитии физической культуры и спорта в Российской Федерации и в связи с 70-летием со дня образования первого в России физкультурно — спортивного общества «Динамо»[2]